# Foucart
Pour les articles homonymes, voir Foucart (homonymie).
Foucart est une commune française située dans le département de la Seine-Maritime en région Normandie.

## Géographie
| Terres-de-Caux |                         | Cléville |
|                | Foucart                 |          |
| Bolleville     | Trouville-Alliquerville |          |

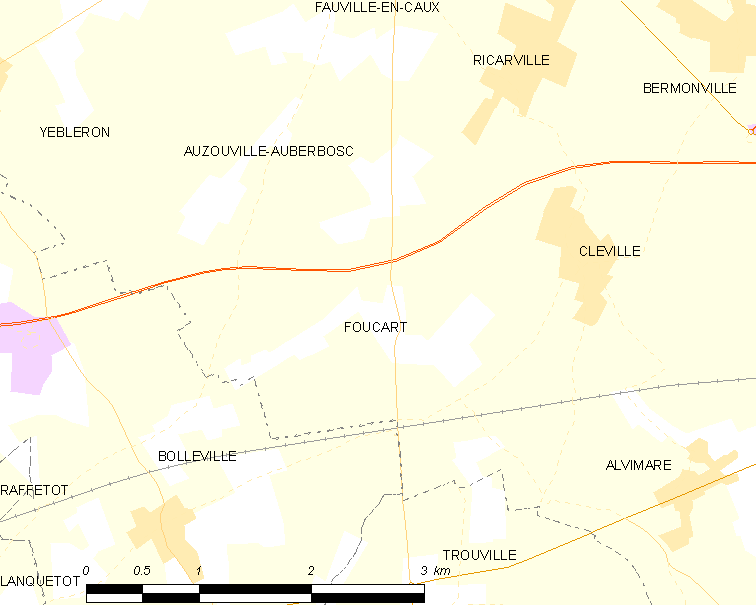
Carte de la commune.
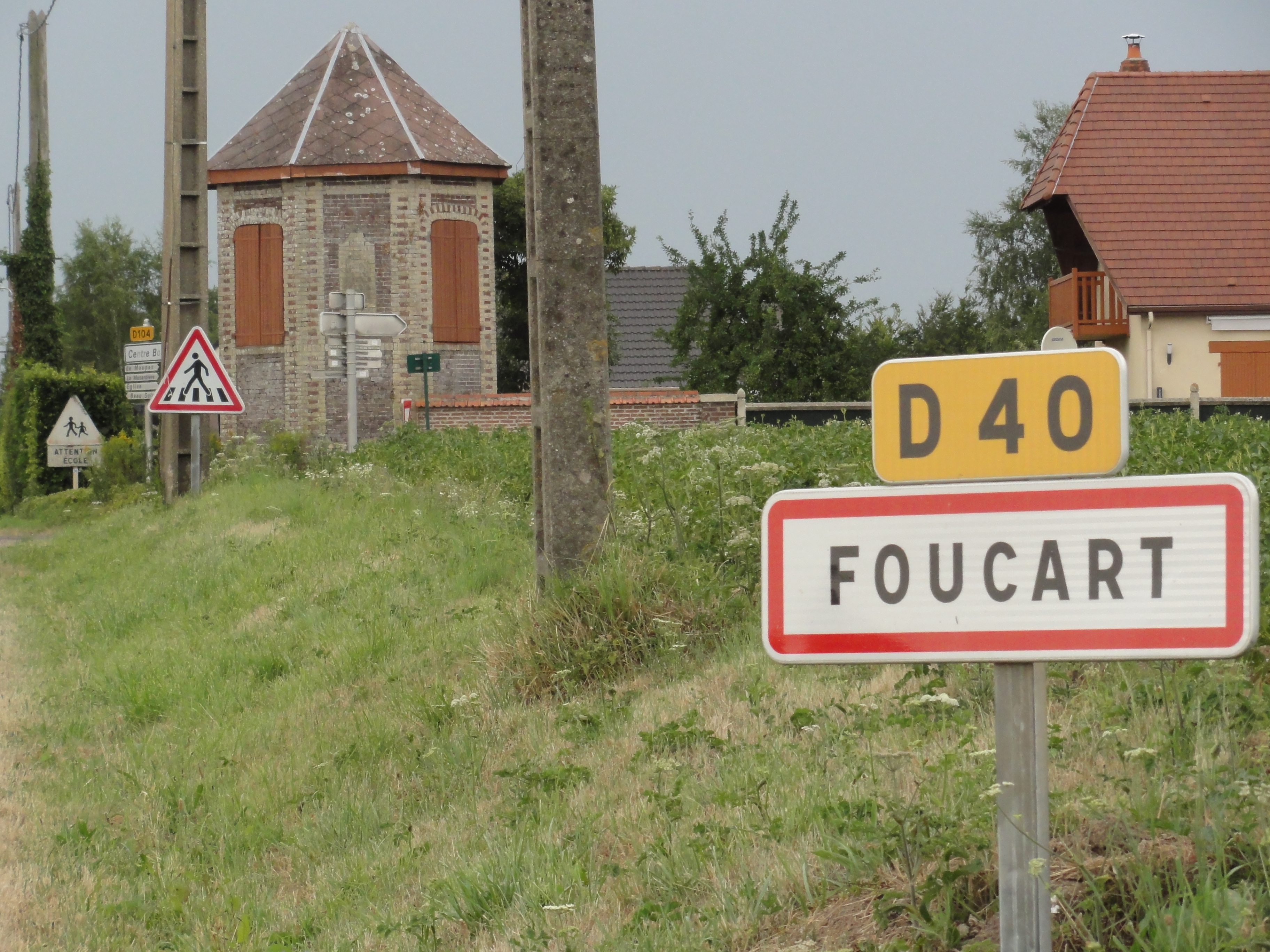
Entrée de Foucart.
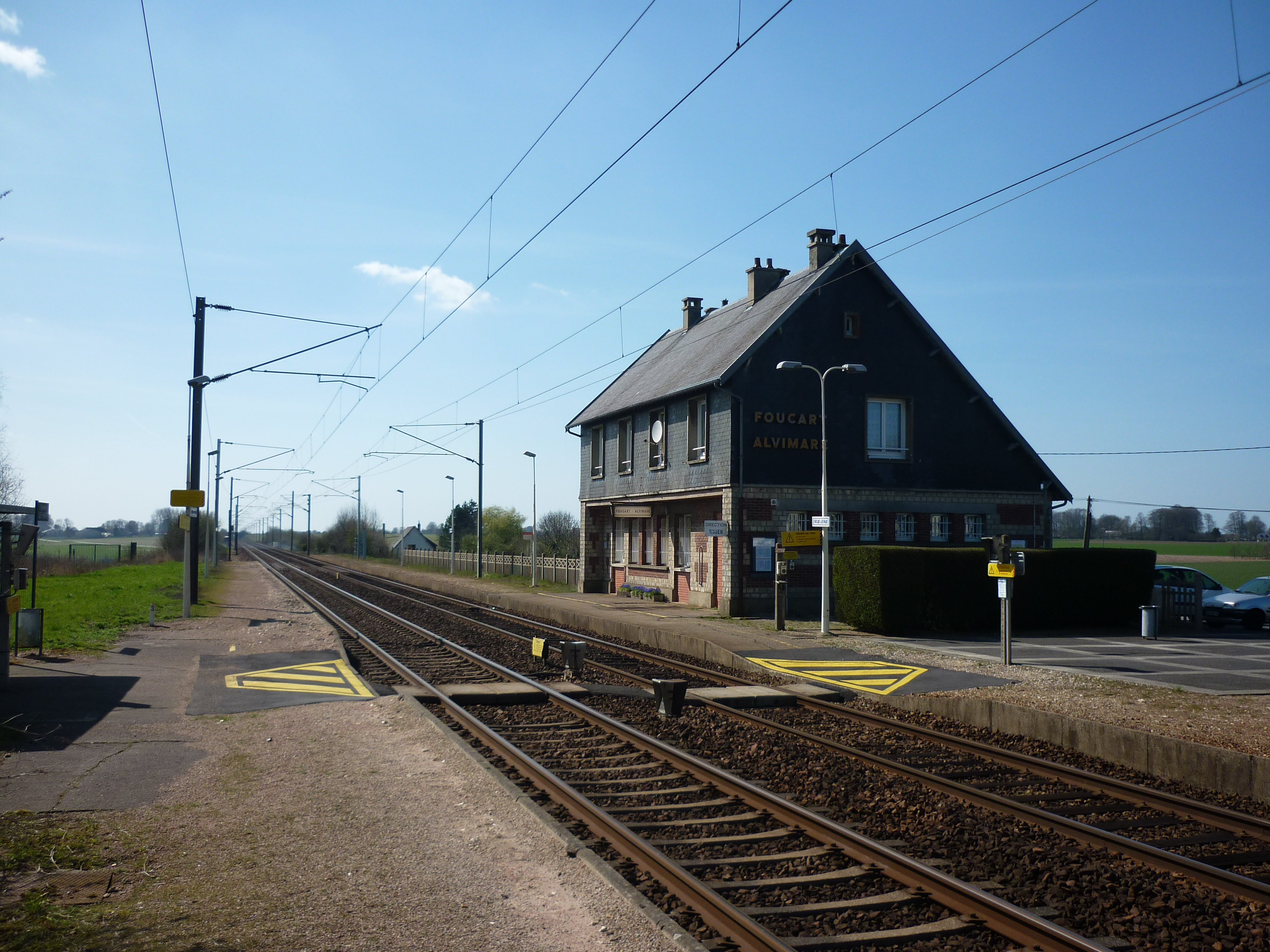
La gare de Foucart - Alvimare.

### Hydrographie
La commune est située dans le bassin Seine-Normandie. Elle n'est drainée par aucun cours d'eau,.

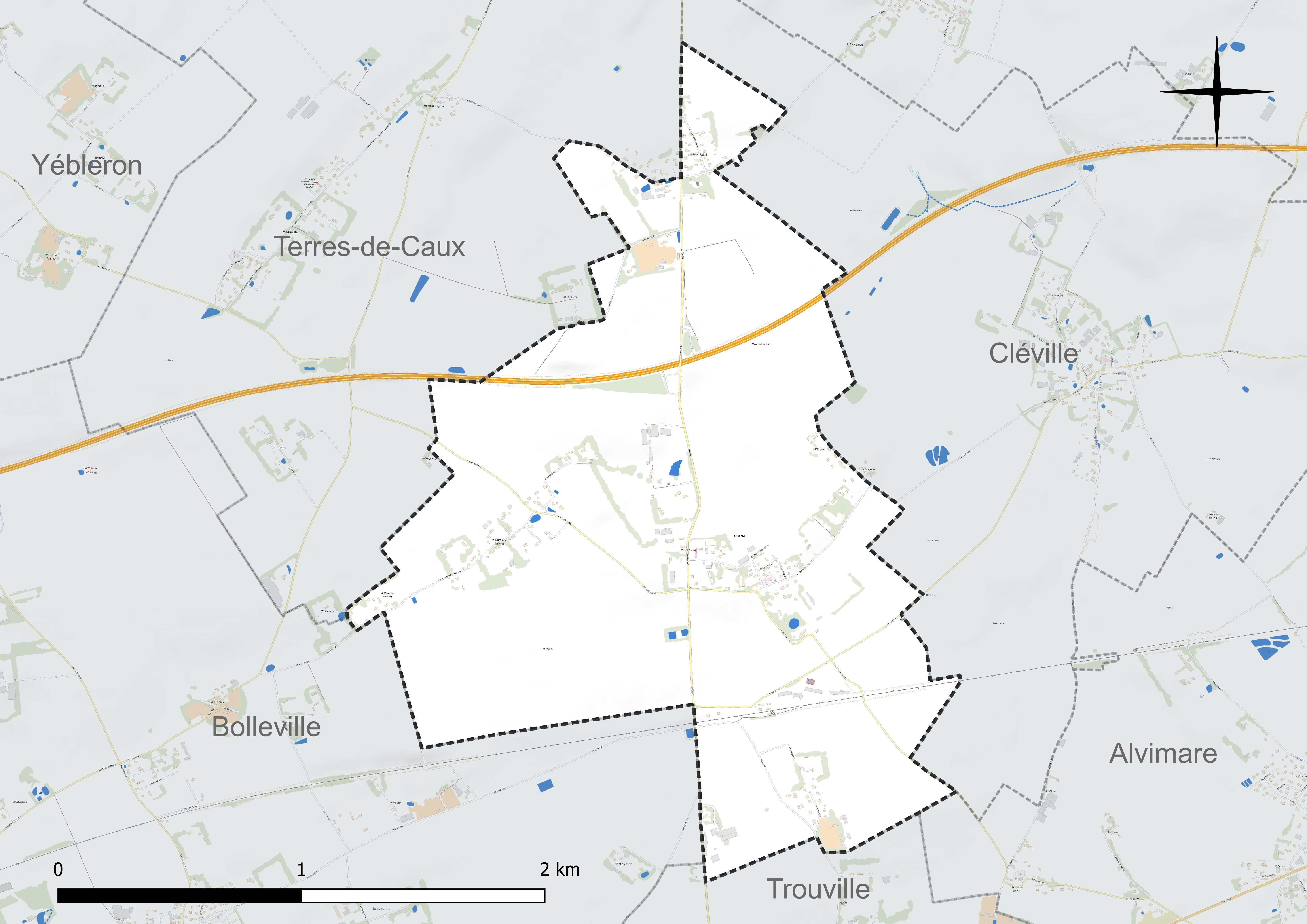
Réseau hydrographique de Foucart.

### Climat
Pour des articles plus généraux, voir Climat de la Normandie et Climat de la Seine-Maritime.
En 2010, le climat de la commune est de type climat océanique franc, selon une étude du CNRS s'appuyant sur une série de données couvrant la période 1971-2000. En 2020, Météo-France publie une typologie des climats de la France métropolitaine dans laquelle la commune est exposée à un climat océanique et est dans la région climatique Côtes de la Manche orientale, caractérisée par un faible ensoleillement (1 550 h/an) ; forte humidité de l’air (plus de 20 h/jour avec humidité relative > 80 % en hiver), vents forts fréquents. Parallèlement le GIEC normand, un groupe régional d’experts sur le climat, différencie quant à lui, dans une étude de 2020, trois grands types de climats pour la région Normandie, nuancés à une échelle plus fine par les facteurs géographiques locaux. La commune est, selon ce zonage, exposée à un « climat maritime », correspondant au Pays de Caux, frais, humide et pluvieux, légèrement plus frais que dans le Cotentin.
Pour la période 1971-2000, la température annuelle moyenne est de 10,2 °C, avec une amplitude thermique annuelle de 13 °C. Le cumul annuel moyen de précipitations est de 984 mm, avec 13,9 jours de précipitations en janvier et 9,1 jours en juillet. Pour la période 1991-2020, la température moyenne annuelle observée sur la station météorologique la plus proche, située sur la commune d'Ectot-lès-Baons à 16 km à vol d'oiseau, est de 10,8 °C et le cumul annuel moyen de précipitations est de 905,5 mm,. Pour l'avenir, les paramètres climatiques de la commune estimés pour 2050 selon différents scénarios d'émission de gaz à effet de serre sont consultables sur un site dédié publié par Météo-France en novembre 2022.

## Urbanisme

### Typologie
Au 1er janvier 2024, Foucart est catégorisée commune rurale à habitat dispersé, selon la nouvelle grille communale de densité à sept niveaux définie par l'Insee en 2022.
Elle est située hors unité urbaine et hors attraction des villes,.

### Occupation des sols
L'occupation des sols de la commune, telle qu'elle ressort de la base de données européenne d’occupation biophysique des sols Corine Land Cover (CLC), est marquée par l'importance des territoires agricoles (100 % en 2018), une proportion identique à celle de 1990 (100 %). La répartition détaillée en 2018 est la suivante : terres arables (72,7 %), prairies (14,8 %), zones agricoles hétérogènes (12,5 %). L'évolution de l’occupation des sols de la commune et de ses infrastructures peut être observée sur les différentes représentations cartographiques du territoire : la carte de Cassini (XVIIIe siècle), la carte d'état-major (1820-1866) et les cartes ou photos aériennes de l'IGN pour la période actuelle (1950 à aujourd'hui).

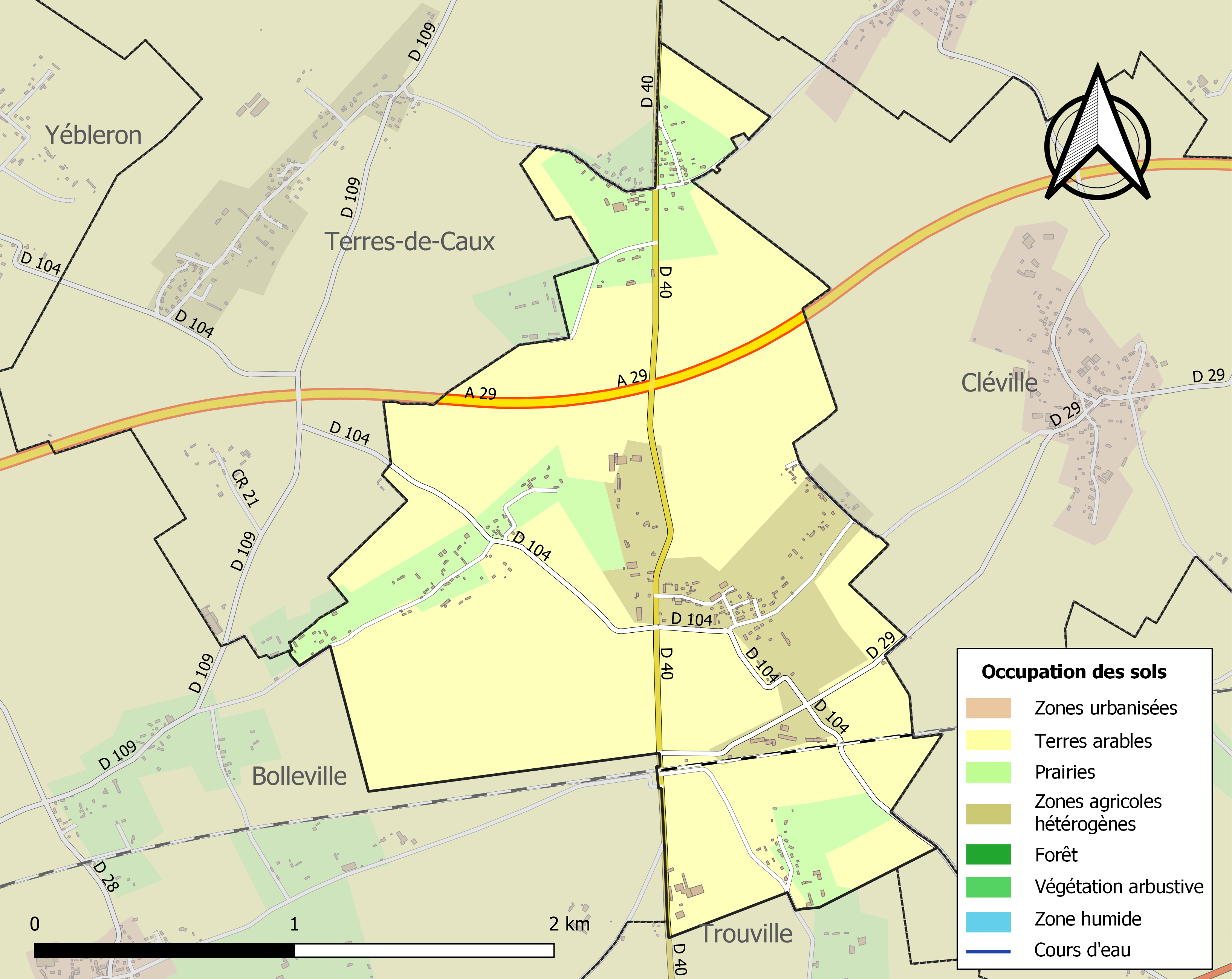
Carte des infrastructures et de l'occupation des sols de la commune en 2018 (CLC).

## Toponymie
Le nom de la localité est attesté sous les formes Focart Escales vers 1210, Fouquart-Escales en 1319, Foucart-Escalles en 1337, Fouquart-Esqualles en 1431, Fourcart-Escalles en 1397-1399, Foucard-Escalles en 1691, Foucard en 1546, Fourcard en 1557, Foucard en 1580, Foulcard en 1564, Foucart en 1715, Foucard en 1740, Foucard-Escalles en 1757, Foucard en 1788, Foucart en 1953.
La forme simplifiée Foucard est usuelle dès le XVIe siècle, bien qu'on trouve encore des attestations sporadiques du toponyme originel Foucart-Escalles encore au XVIIIe siècle. La commune est créée avec le seul nom de Foucart.
Le second élément disparu Escal(l)es est issu de l'ancien scandinave skali « habitation temporaire » ou de sa forme équivalente anglo-scandinave scale, de même signification ; cf. l'ancien saxon scala dans Escalles (Pas-de-Calais, Scala en 877) ou les nombreux Scales anglais.
Le premier élément Foucart représente l'anthroponyme germanique Folkhard, noté Fulcardus  dans les textes rédigés en latin médiéval et dont sont issus les patronymes normanno-picard Foucart et français Fouchard, tous anciens prénoms.
L'antéposition du prénom révèle une antériorité par rapport aux autres toponymes normands en E(s)calles-, comme Écalles-Alix. Le mode de composition traditionnel se retrouve également dans le nom de lieu Touffrecal (Fresnoy-Folny, Torfrescalis XIIe siècle, combiné avec l'anthroponyme scandinave Thorfröd). On trouve également un type Bré(c)quecal, composé avec le scandinave brekka « dénivelé, déclivité, pente » à Tourlaville (Manche).

## Histoire
Construite sur une voie romaine, la paroisse est d'abord sous le patronage de l'archevêque de Rouen puis, à partir de 1404, c'est le roi de France qui devient « patron présentateur à la cure » et l'église Saint-Martin devient « chapelle royale ». La seigneurie de Foucard a appartenu aux Pestel de Normanville et, au XVIIe siècle, aux Houdetot. À Foucard, il y avait aussi le fief de Caumare appartenant aux Crespin de Mauny, famille qu'on retrouve aux Blanques d'Alvimare et qui fut également la possession de Jean de Camprond, gentilhomme originaire de Basse-Normandie. Le dernier seigneur de Caumare est Adrien de Rouen de Bermonville.

## Enseignement

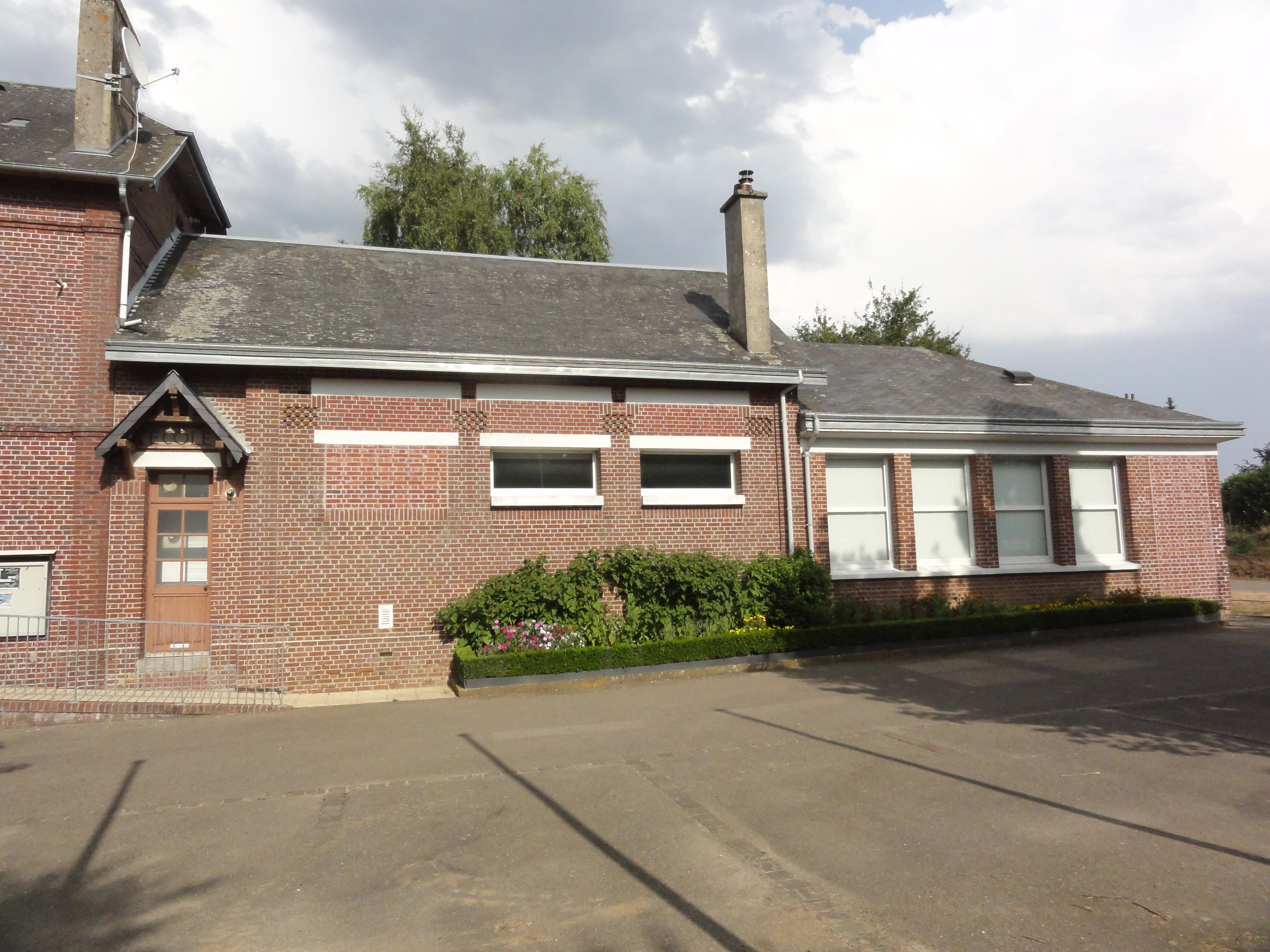
L'école de Foucart.

## Vie associative et sportive

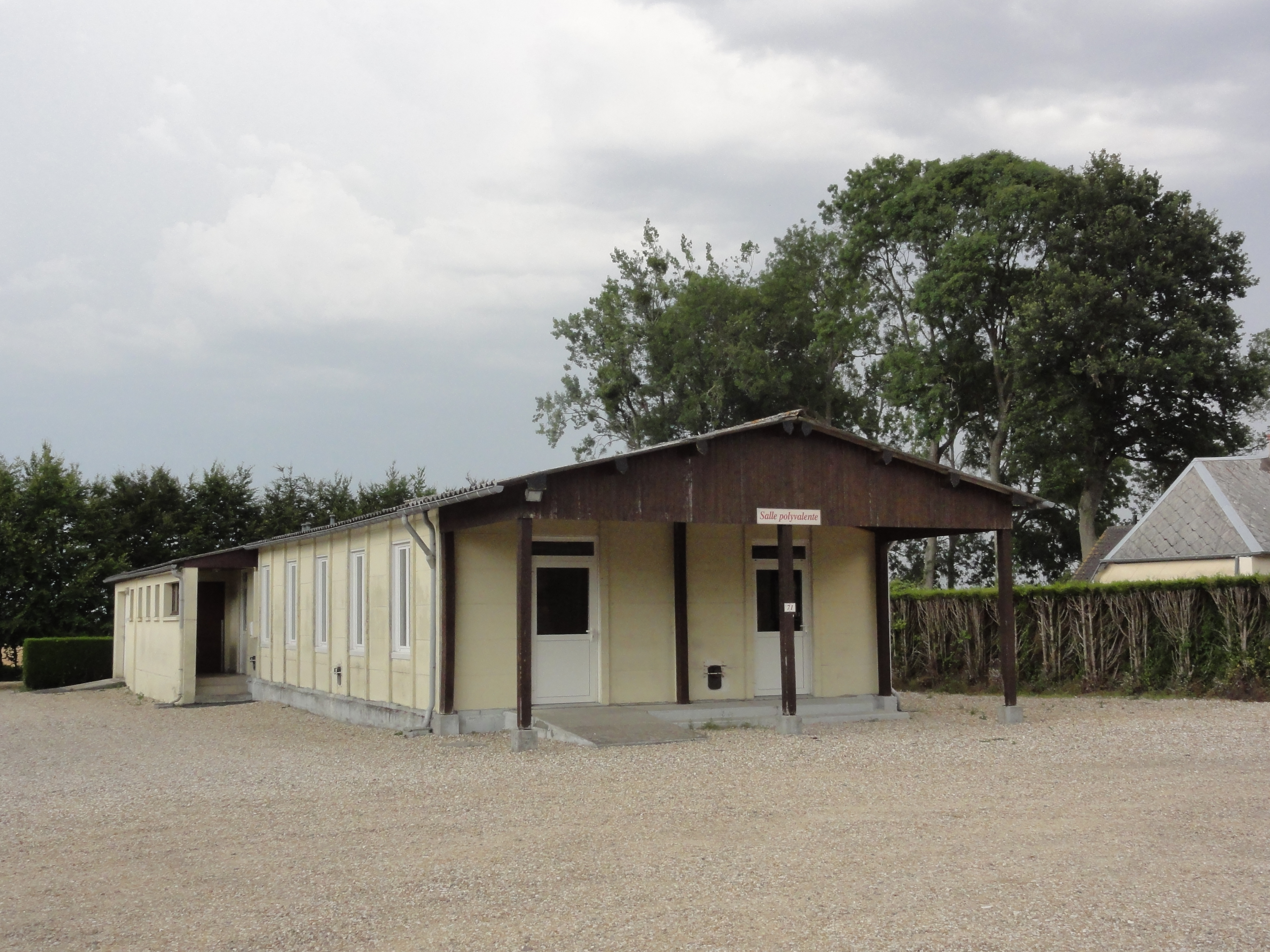
Salle polyvalente.

## Politique et administration
| Période                                  | Période  | Identité           | Étiquette | Qualité                                                                          |
| ---------------------------------------- | -------- | ------------------ | --------- | -------------------------------------------------------------------------------- |
| Les données manquantes sont à compléter. |          |                    |           |                                                                                  |
| Les données manquantes sont à compléter. |          |                    |           |                                                                                  |
| 1940                                     |          | Marie-Louis Maupas |           |                                                                                  |
| Les données manquantes sont à compléter. |          |                    |           |                                                                                  |
| mars 2001                                | En cours | Antoine Servain    |           | Vice-président de la CC Cœur de Caux 2014 → 2016) Réélu pour le mandat 2020-2026 |

## Population et société

### Démographie
L'évolution du nombre d'habitants est connue à travers les recensements de la population effectués dans la commune depuis 1793. Pour les communes de moins de 10 000 habitants, une enquête de recensement portant sur toute la population est réalisée tous les cinq ans, les populations de référence des années intermédiaires étant quant à elles estimées par interpolation ou extrapolation. Pour la commune, le premier recensement exhaustif entrant dans le cadre du nouveau dispositif a été réalisé en 2007.

En 2022, la commune comptait 339 habitants, en évolution de −4,51 % par rapport à 2016 (Seine-Maritime : +0,35 %, France hors Mayotte : +2,11 %).
| 1793 | 1800 | 1806 | 1821 | 1831 | 1836 | 1841 | 1846 | 1851 |
| ---- | ---- | ---- | ---- | ---- | ---- | ---- | ---- | ---- |
| 396  | 380  | 420  | 423  | 455  | 424  | 358  | 454  | 443  |

| 1856 | 1861 | 1866 | 1872 | 1876 | 1881 | 1886 | 1891 | 1896 |
| ---- | ---- | ---- | ---- | ---- | ---- | ---- | ---- | ---- |
| 412  | 452  | 478  | 452  | 424  | 428  | 355  | 332  | 333  |

| 1901 | 1906 | 1911 | 1921 | 1926 | 1931 | 1936 | 1946 | 1954 |
| ---- | ---- | ---- | ---- | ---- | ---- | ---- | ---- | ---- |
| 339  | 352  | 314  | 299  | 284  | 286  | 275  | 324  | 309  |

| 1962 | 1968 | 1975 | 1982 | 1990 | 1999 | 2006 | 2007 | 2012 |
| ---- | ---- | ---- | ---- | ---- | ---- | ---- | ---- | ---- |
| 310  | 264  | 273  | 301  | 306  | 318  | 351  | 356  | 352  |

| 2017 | 2022 | - | - | - | - | - | - | - |
| ---- | ---- | - | - | - | - | - | - | - |
| 354  | 339  | - | - | - | - | - | - | - |

## Culture locale et patrimoine

### Lieux et monuments
- Église Saint Martin de Foucart, du XVIe siècle. Le clocher avec sa tour carrée a ceci de particulier qu'il n'a jamais été achevé, conférant à l'église un aspect trapu. Au XVIIe siècle, le roi avait pourtant donné, pour la construction de « son » église, la Chapelle royale, de grosses pièces de bois pour les charpentes. Le portail est de style Renaissance en forme d'anse de panier. Le chœur qui avait été réaménagé en style classique entre le XVIe et le XVIIe siècle, a été finalement rebâti en 1874 en style néo-gothique par les architectes Martin et Marical. La sacristie date de 1879. Les vitraux du XIXe siècle, dont certains sont du maître verrier Dewismes, évoquent des épisodes de la vie de saint Martin. Les fonts baptismaux sont du « règne de saint Louis ». Panneau en bois polychrome de la fin XVIIe, représentant saint Antoine l'Ermite. Chapelle Notre-Dame-des-Douleurs, aménagée en mémoire des morts pour la France de 1914/1918, avec un vitrail de Dewismes[23].
- Manoir de Caumare (ancienne maison-forte) des XVe et XVIe siècles et son pigeonnier[24].
- Manoir de la Mare-aux-Roseaux du XVIe siècle[25].
- Monument aux morts.
- Tombe de Félix Aroux et sa femme.

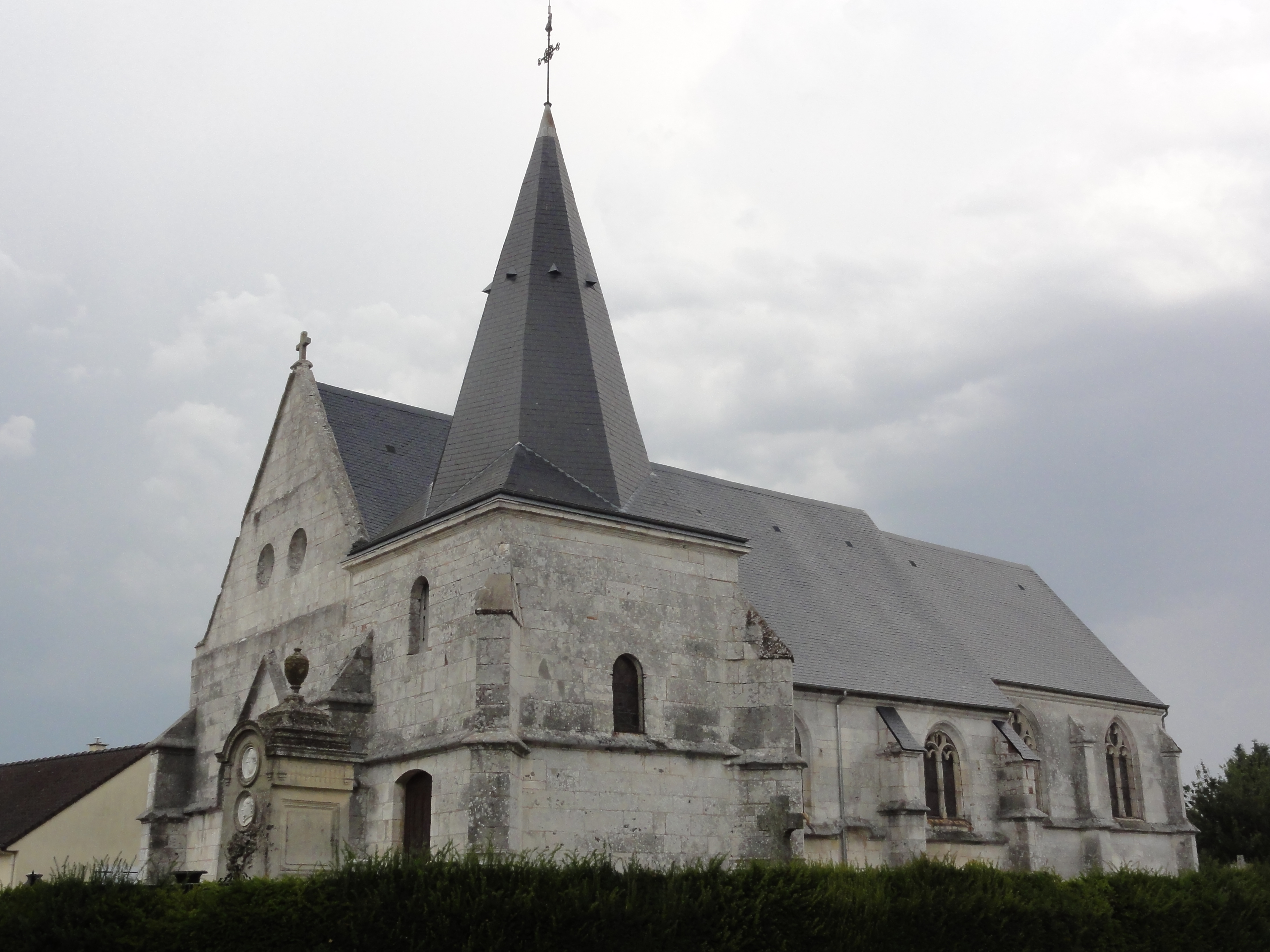
Église Saint Martin.
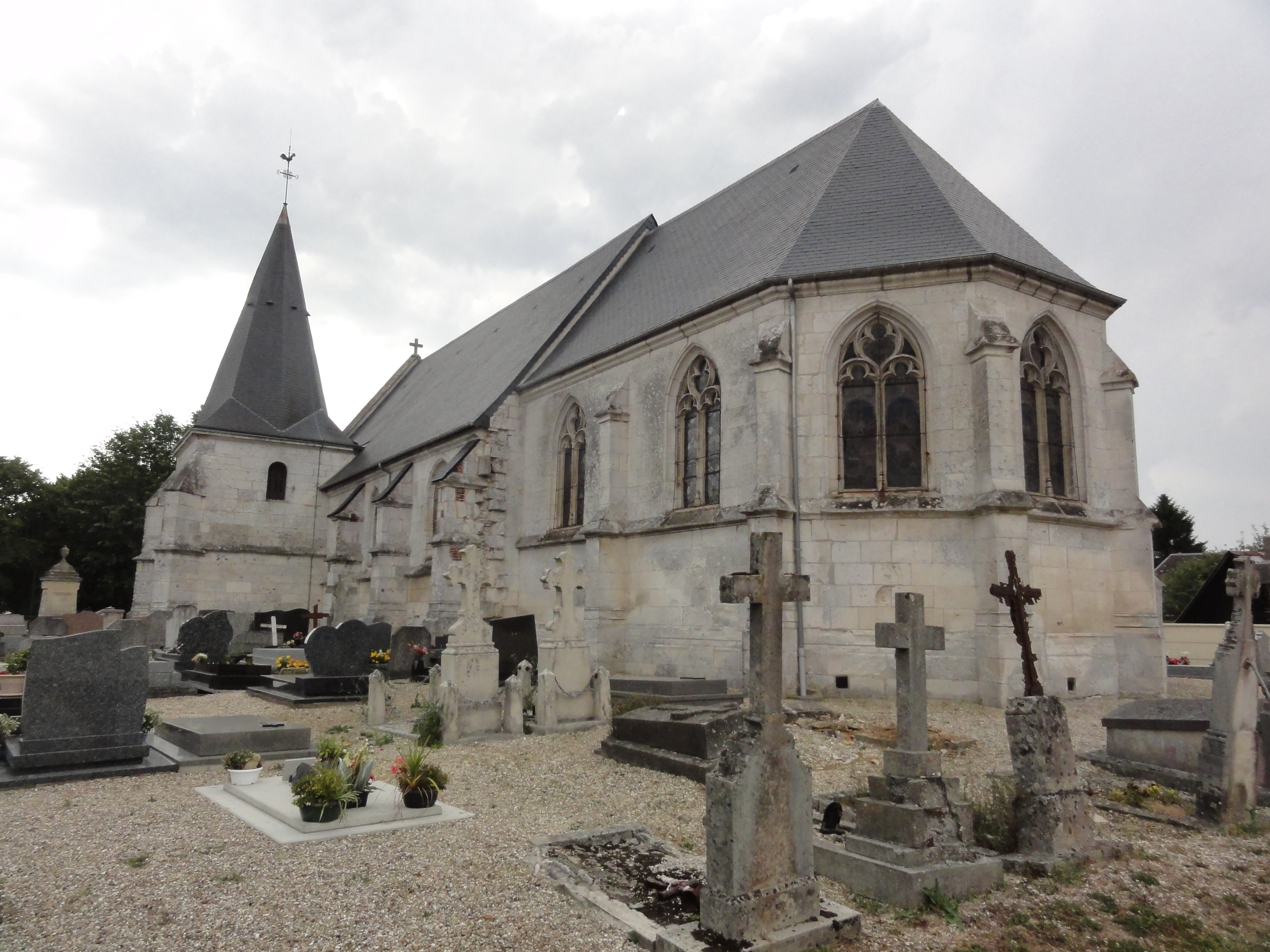
L'église, coté chevet.
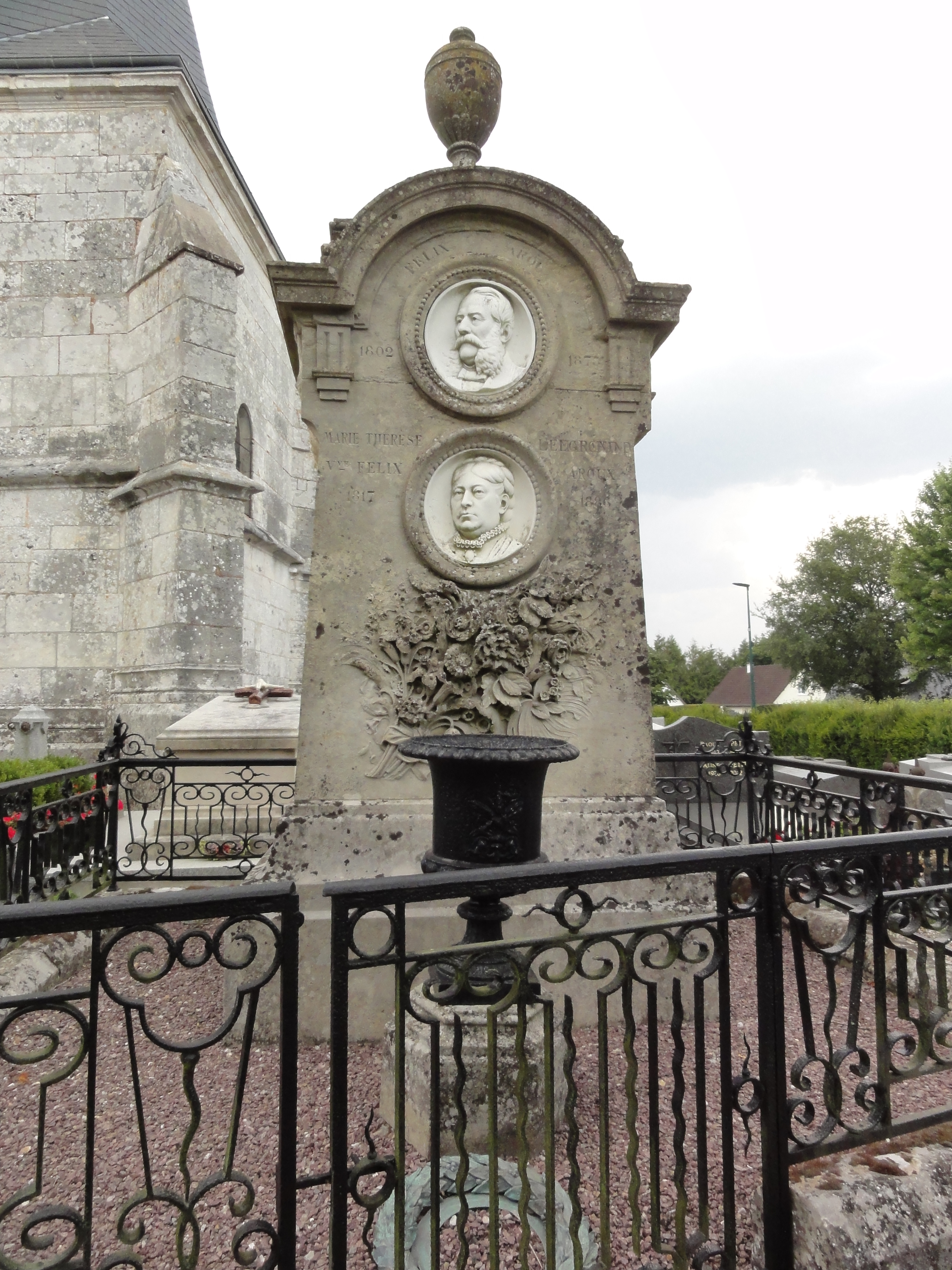
Tombe de Félix Aroux et sa femme.
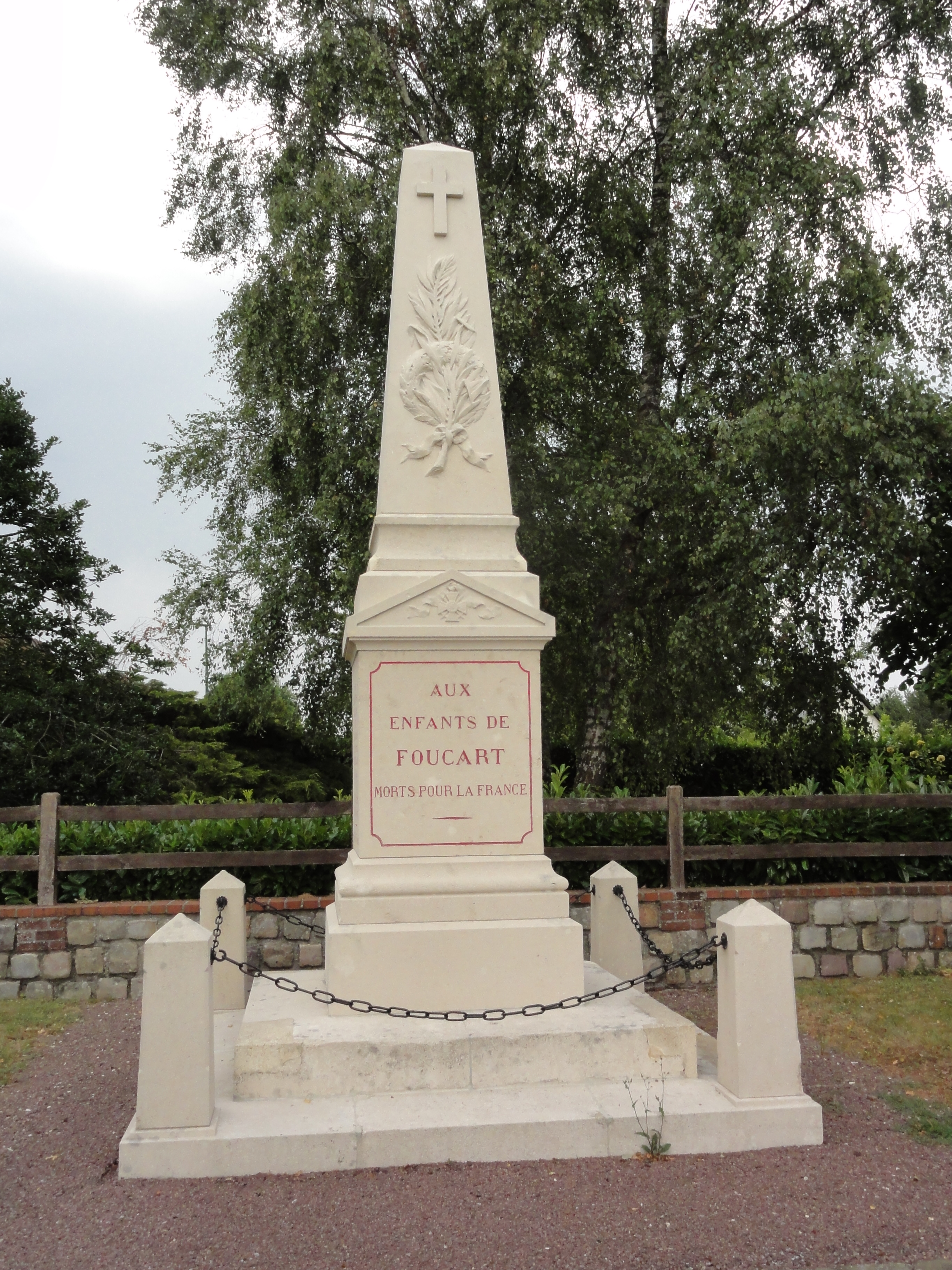
Monument aux morts.
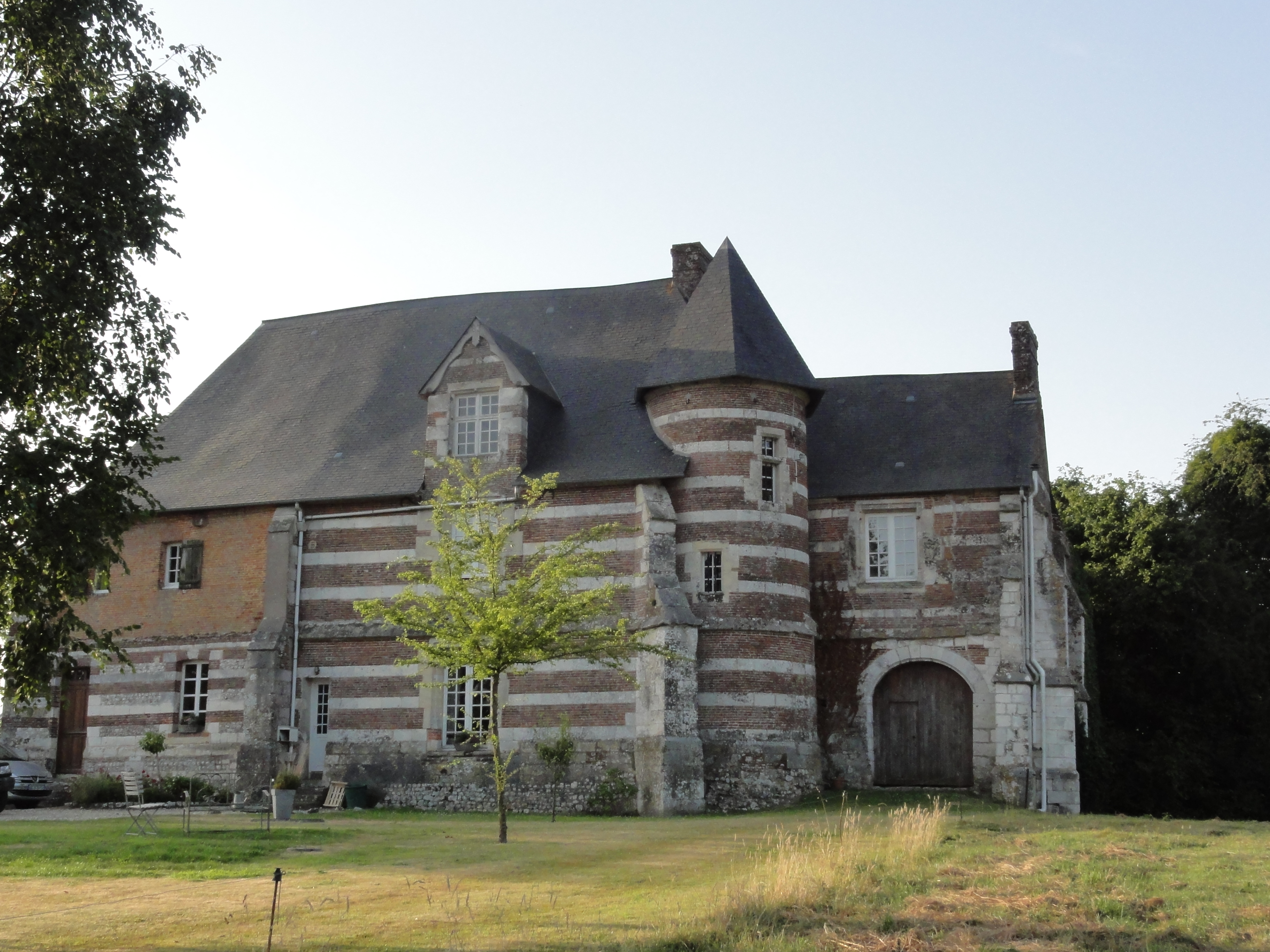
Manoir de Caumare.
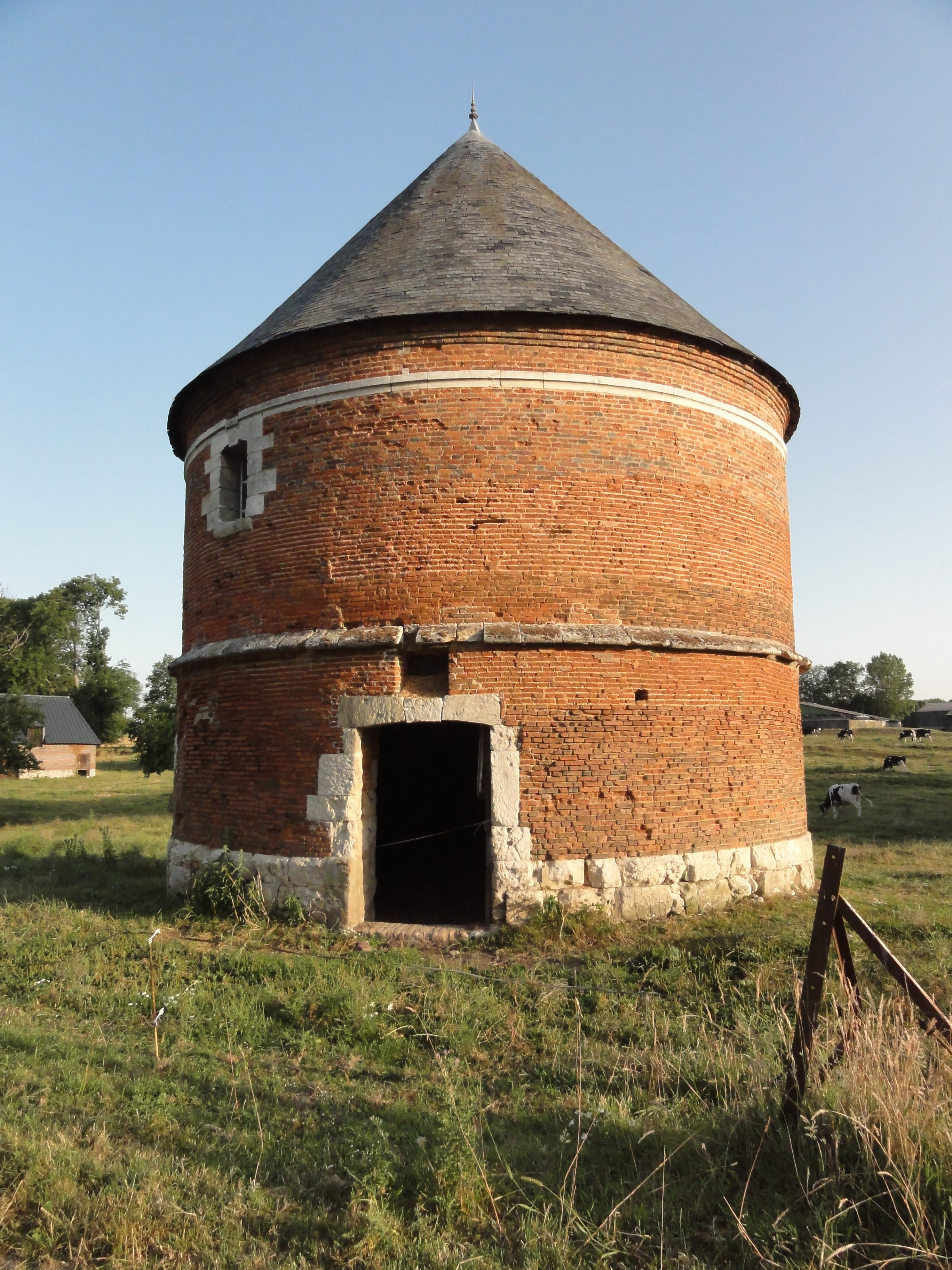
Pigeonnier du manoir de Caumare.

### Personnalités liées à la commune
- Pierre Rigault (1733-1794), vicaire de Foucart, prêtre réfractaire ayant refusé de prêter serment à la Constitution civile du clergé, est arrêté en 1793, sous la Révolution. Conduit sur les pontons de Rochefort, il meurt en martyr et est enterré en 1794 dans l'île Madame.
- Félix Aroux (1802-1875), fabricant de drap, socialiste et journaliste positiviste.